# 貞応
貞応（、旧字体：貞應）は、日本の元号の一つ。承久の後、元仁の前。1222年から1224年までの期間を指す。この時代の天皇は後堀河天皇。鎌倉幕府将軍は空位、執権は北条義時、泰時。

## 改元
- 承久4年4月13日（ユリウス暦1222年5月25日）：後堀河天皇の代始による改元。
- 貞応3年11月20日（ユリウス暦1224年12月31日）：元仁に改元。

## 貞応期におきた出来事
2年
- 7月6日：地頭給分の規定を新たに定める。

## 西暦との対照表
※は小の月を示す。
| 貞応元年（壬午） | 一月      | 二月※ | 三月  | 四月※ | 五月  | 六月※ | 七月※ | 八月    | 九月※ | 十月  | 十一月 | 十二月※  |           |
| ---------------- | --------- | ----- | ----- | ----- | ----- | ----- | ----- | ------- | ----- | ----- | ------ | -------- | --------- |
| ユリウス暦       | 1222/2/13 | 3/15  | 4/13  | 5/13  | 6/11  | 7/11  | 8/9   | 9/7     | 10/7  | 11/5  | 12/5   | 1223/1/4 |           |
| 貞応二年（癸未） | 一月      | 二月  | 三月※ | 四月  | 五月※ | 六月  | 七月※ | 八月※   | 九月  | 十月※ | 十一月 | 十二月※  |           |
| ユリウス暦       | 1223/2/2  | 3/4   | 4/3   | 5/2   | 6/1   | 6/30  | 7/30  | 8/28    | 9/26  | 10/26 | 11/24  | 12/24    |           |
| 貞応三年（甲申） | 一月      | 二月  | 三月※ | 四月  | 五月  | 六月※ | 七月  | 閏七月※ | 八月※ | 九月  | 十月※  | 十一月   | 十二月※   |
| ユリウス暦       | 1224/1/22 | 2/21  | 3/22  | 4/20  | 5/20  | 6/19  | 7/18  | 8/17    | 9/15  | 10/14 | 11/13  | 12/12    | 1225/1/11 |